# 주석병

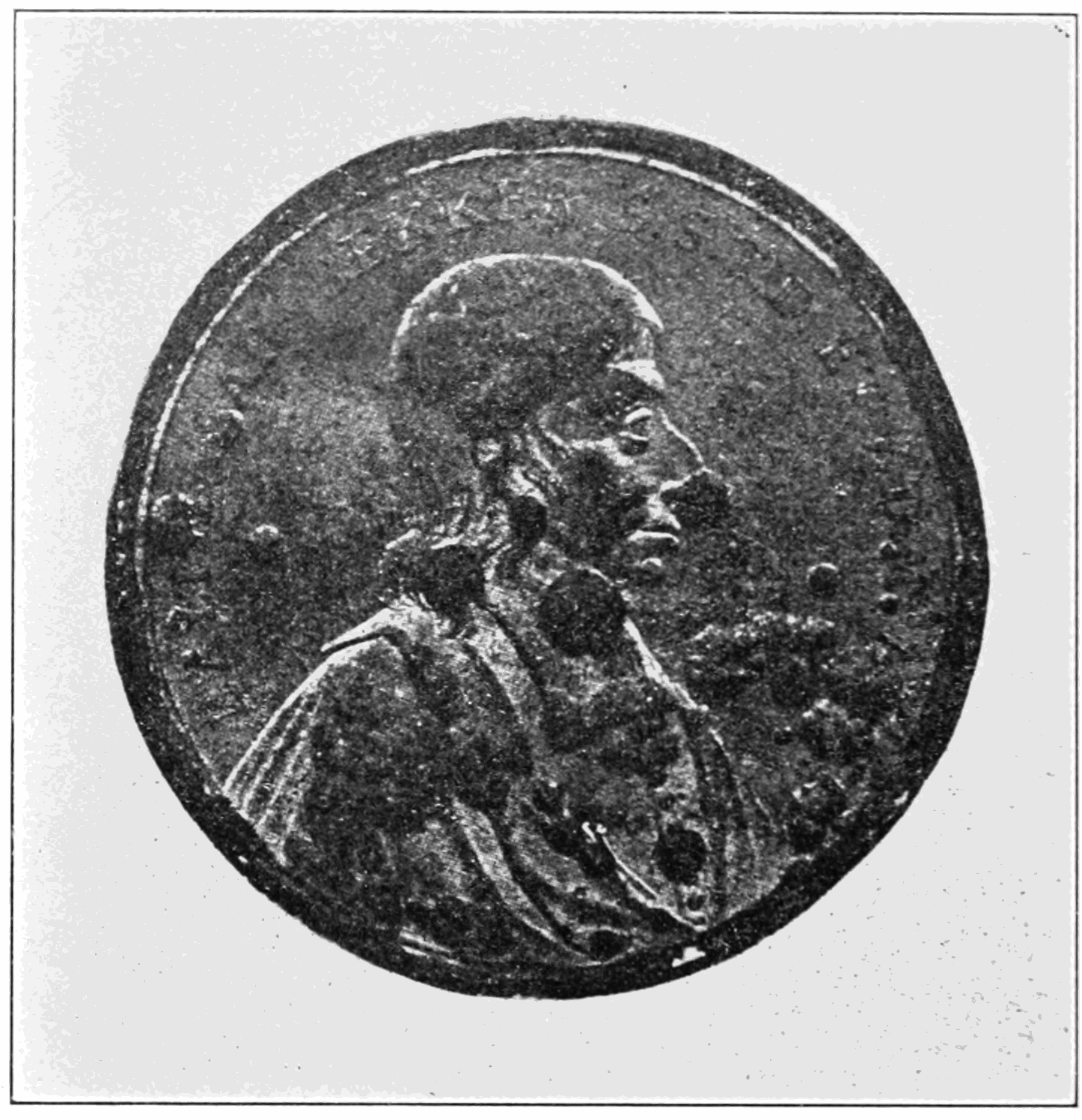
주석병에 감염된 주석 메달

주석병(Tin pest)은 원소 주석의 동소 변환으로, 저온에서 주석 물체의 품질을 저하시키는 자가촉매 현상이다. 주석병은 주석 질병, 주석 마름병, 주석 전염병, 또는 주석 나병으로도 불린다. 일단 시작되면 가속되는 자가촉매 과정이다. 이 현상은 1851년 과학 문헌에 처음 기록되었으며, 중세 교회에서 시원한 기후를 겪은 파이프 오르간의 파이프에서 관찰되었다.
유럽 연합의 유해물질 제한지침 (RoHS) 규정 및 다른 곳의 유사 규정 도입으로 인해 전자 장치의 전통적인 납/주석 솔더합금이 거의 순수한 주석으로 대체되면서 주석병 및 주석 수염과 같은 관련 문제가 발생했다.

## 동소체 변환
13.2 °C (55.8 °F) 이하에서 순수 주석은 은색의 연성 금속 동소체인 β형 백주석에서 취성 비금속 α형 회주석으로 변환되며 다이아몬드 입방 구조를 가진다. 변환은 높은 활성화 에너지 때문에 느리게 시작되지만, 저마늄 (또는 유사한 형태와 크기의 결정 구조)의 존재나 약 -30 °C의 매우 낮은 온도가 시작을 돕는다. 또한 비금속 저온 동소체로의 상 변화와 관련된 약 27%의 큰 부피 증가가 있다. 이로 인해 주석 물체 (단추 등)는 변환 중에 종종 가루로 분해되며, 이것이 주석병이라는 이름의 유래이다. 분해는 스스로를 촉매하여 반응이 일단 시작되면 가속되는 이유이다. 주석병이 존재하면 더 많은 주석병이 발생한다. 저온에 있는 주석 물체는 단순히 분해될 것이다.

## 가능한 역사적 사례

### 스콧의 남극 탐험
1910년 영국의 극지 탐험가 로버트 팰컨 스콧은 최초로 남극점에 도달하기를 희망했지만, 노르웨이 탐험가 로알 아문센에게 패배했다. 도보로 원정대는 남극 지역의 얼어붙은 사막을 힘들게 걸어갔고, 도중에 비축해 둔 식량과 등유 저장고를 향해 행진했다. 1912년 초, 첫 번째 저장고에는 등유가 없었다. 주석으로 납땜된 캔은 비어 있었다. 빈 캔의 원인은 주석병과 관련이 있을 수 있다. 틴 연구소에서 분석했을 때 회수된 주석 캔에서 주석병은 발견되지 않았다. 일부 관찰자들은 납땜 품질이 좋지 않았기 때문이라고 비난하는데, 80년 이상 된 주석 캔이 남극 건물에서 납땜이 양호한 상태로 발견되었기 때문이다.

### 나폴레옹의 단추
나폴레옹의 군대가 혹독한 러시아의 겨울에 얼어붙어, 주석병이 단추를 먹어 옷이 헤어졌다는 이야기가 자주 전해진다. 이것은 단추가 고장났다는 증거가 없으므로 러시아 원정의 실패에 기여한 요인이 될 수 없기 때문에 도시전설로 보인다. 그 시대의 군복 단추는 일반적으로 사병에게는 뼈로, 장교에게는 황동으로 만들어졌다. 이 이론의 비판자들은 사용되었을 수 있는 주석은 상당히 불순했고, 따라서 저온에 더 강했을 것이라고 지적한다. 불순물이 없는 주석이 낮은 온도에서 상당한 주석병 손상을 입는 데 필요한 시간은 약 18개월로, 침공 기간의 두 배 이상이다. 그럼에도 불구하고 원정대의 일부 연대는 주석 단추를 가지고 있었고 온도는 충분히 낮은 값 (–40 °C 또는 °F 이하)에 도달했다. 결과적으로, 많은 생존자들의 이야기 중 어느 것도 단추 문제에 대해 언급하지 않았으며, 이 전설은 1868년 상트페테르부르크의 세관 창고에서 완전히 분해된 방카 주석 블록에 대한 보고서와 군복용 주조 단추도 분해되었다는 초기 러시아 보고서의 결합으로 제안되었다. 그리고 나폴레옹 군대의 절망적인 상태는 군인들을 누더기 입은 거지로 만들었다.

## RoHS 채택 이후 현대의 주석병

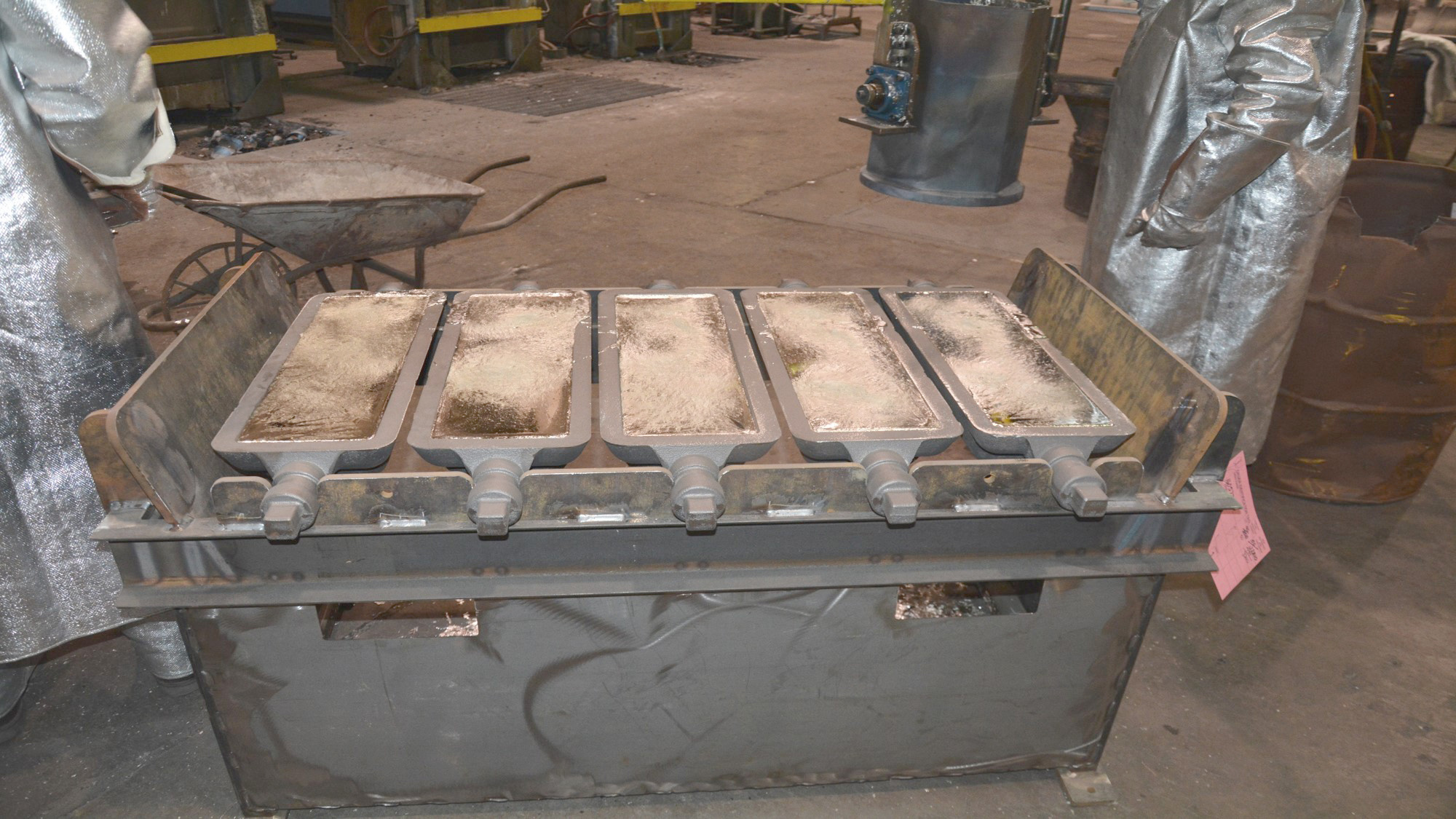
2017년 록아일랜드 (일리노이주)의 록아일랜드 조병창 공동 제조 및 기술 센터에서 주석병에 감염된 재용융 주석을 주괴 주형에 붓고 있다.

2006년 유럽 연합에서 유해물질 제한지침 (RoHS) 규정을 채택하고, 캘리포니아주에서 대부분의 납 사용을 금지하는 등 다른 곳에서도 유사한 규정이 시행되면서 주석병 문제가 다시 발생했다. 이전에는 주석/납 합금을 사용하던 일부 제조업체가 주로 주석 기반 합금을 사용하기 때문이다. 예를 들어, 일부 전기 및 전자 부품의 인출선은 순수 주석으로 도금되어 있다. 추운 환경에서 이는 α-변형 회주석으로 변할 수 있으며, 이는 전기 전도성이 없어 인출선에서 떨어져 나간다. 다시 가열하면 β-변형 백주석으로 돌아가며, 이는 전기 전도성을 가진다. 이 사이클은 전기적 합선과 장비 고장을 유발할 수 있다. 주석 분말 입자가 이동함에 따라 이러한 문제는 간헐적일 수 있다. 주석병은 주석의 고체상에 녹는 소량의 정전성 금속 또는 반금속, 예를 들어 안티모니 또는 비스무트와 합금함으로써 상 변화를 방지하여 피할 수 있다.

## 같이 보기
- 청동 부식 – 부식에 의한 청동 유물 파괴
- 금-알루미늄 금속간 화합물 – 결정 물질 형성으로 인한 전자 부품의 또 다른 고장 모드인 퍼플 플레이그 또는 화이트 플레이그를 유발.
- 아연병 – 관련 없는 결정간 부식 과정에 의한 아연 부식.